# 细梗绿绒蒿
细梗绿绒蒿（学名：Meconopsis gracilipes）为罂粟科绿绒蒿属下的一个种。

## 扩展阅读
- 維基物種上的相關：细梗绿绒蒿